# Дамианос, Константинос
Константинос Дамианос (греч. Κωνσταντίνος Δαμιανός, 1853—1915) — генерал-лейтенант греческой армии, участник Балканских войн 1912—1913 годов.

## Биография
Константинос Дамианос родился на острове Идра в 1853 году. Внук политика Иоанниса Дамианоса.
По окончании военной академии получил звание младшего лейтенанта артиллерии.
В звании майора Дамианос участвовал в греко-турецкой войне 1897 года на фронте провинции Эпир.
В 1911 году Дамианос принял командование 3-й пехотной дивизией, расквартированной в городе Месолонгион.
Командуя этой дивизией, Дамианос принял участие в Первой и Второй Балканских войнах.
В конце Второй Балканской войны на подступах к болгарской столице генерал-майор Дамианос принял командование над группировкой греческих сил, состоящей из 3-й и 10-й дивизий.
В июле 1913 году в ходе двухдневных ожесточенных боев в районе Печово группировка Дамианоса, прикрывавшая левый фланг греческой армии, отбила наступление превосходящих болгарских сил и дала возможность греческой армии перейти в контрнаступление:179 .
После окончания Второй Балканской войны Дамианос, получивший в 1914 году звание генерал-лейтенанта, принял командование над 4-м корпусом греческой армии, только что сформированным в городе Кавала (Восточная Македония).
Умер Константинос Дамианос в 1915 году в Афинах.